# Condado de Linn (Oregón)
El condado de Linn es uno de los 36 condados del estado estadounidense de Oregón. La sede del condado es Albany, al igual que su mayor ciudad. El condado tiene un área de 5.983 km² (de los cuales 47 km² están cubiertos por agua) y una población de 103.069 habitantes, para una densidad de población de 17 hab/km² (según censo nacional de 2000). Este condado fue fundado el 28 de diciembre de 1847.

## Geografía

### Condados adyacentes
- Condado de Marion (norte)
- Condado de Benton (oeste)
- Condado de Lane (sur)
- Condado de Deschutes (este)
- Condado de Jefferson (este)
- Condado de Polk (noroeste)

## Demografía
Para el censo de 2000 , había 103.069 personas, 39.541 cabezas de familia, y 28.232 familias residiendo en el condado. La densidad de población era de 45 habitantes por milla cuadrada.
La composición racial del condado era:
- 93,20% blancos
- 0,32% negros o negros americanos
- 1,27% nativos americanos
- 0,78% asiáticos
- 0,15% isleños
- 1,80% otras razas
- 2,49% de dos o más razas.

Había 39.541 cabezas de familia, de las cuales el 32,00% tenían menores de 18 años viviendo con ellas, el 56,90% eran parejas casadas viviendo juntas, el 10,00% eran mujeres cabeza de familia monoparental (sin cónyuge), y 28,60% no eran familias.
El tamaño promedio de una familia era de 3,01 miembros.
En el condado el 26,00% de la población tenía menos de 18 años, el 8,40% tenía de 18 a 24 años, el 27,00% tenía de 25 a 44, el 24,10% de 45 a 64, y el 14,50% eran mayores de 65 años. La edad promedio era de 37 años. Por cada 100 mujeres había 97,50 hombres. Por cada 100 mujeres mayores de 18 años había 95,00 hombres.

## Economía
Los ingresos medios de una cabeza de familia del condado eran de USD$37.518 y el ingreso medio familiar era de $44.188. Los hombres tenían unos ingresos medios de $35.586 frente a $24.073 de las mujeres. El ingreso per cápita del condado era de $17.633. El 8,90% de las familias y el 11,40% de la población estaban debajo de la línea de pobreza. Del total de gente en esta situación, 14,80% tenían menos de 18 y el 7,10% tenían 65 años o más.

## Localidades

### Ciudades incorporadas
| - Albany (también en el condado de Benton) - Brownsville - Gates - Halsey - Harrisburg | - Idanha (también en el condado de Marion) - Lebanon - Lyons - Mill City - Millersburg | - Scio - Sodaville - Sweet Home - Tangent - Waterloo |

### Áreas no incorporadas y lugares designados por el censo
| - Cascadia - Crabtree - Crawfordsville - Holley - Lacomb - Marion Forks | - Peoria - Riverside - Shedd - South Lebanon - West Scio |